# Consell General del Loira Atlàntic

Logo actual del Consell General del Loira Atlàntic

El Consell General de Loira Atlàntic és l'assemblea deliberant executiva del departament francès de Loira Atlàntic a la regió de País del Loira, tot i que històricament forma part de la Bretanya. La seva seu es troba a Nantes. Des de 2004, el president és Patrick Mareschal (PS).

## Antics presidents del Consell
- Christophe-Clair Danyel de Kervégan (1800 - 1805)
- Louis Bureau de la Batardière (1806)
- François Tardiveau (1807 - 1813)
- Louis Monti de la Cour de Bouée (1814 - 1815)
- Jean Baron (1816 - 1826)
- Louis de Sesmaisons (1827 - 1829)
- Évariste Colombel (1831 - 1833)
- Louis Rousseau de Saint-Aignan (1834)
- François Bignon (1835 - 1847)
- Charles Poictevin de la Rochette (1848)
- Mériadec Laennec (1849)
- François Bignon (1850 - 1851)
- Ferdinand Favre (1852 - 1866)
- Anselme Fleury (1867 - 1869)
- Charles Leclerc de Juigné (1870)
- Guillaume Harmange (1871)
- Olivier de Sesmaisons (1872 - 1873)
- René Moysen de Codrosy (1874 - 1875)
- Clément Baillardel de Lareinty (1876 - 1900)
- Henri Ferron de la Ferronnays (1901 - 1907)
- Jules Jamin (1908 - 1919)
- Adolphe Jollan de Clerville (1920 - 1930)
- Henri Ferron de la Ferronnays (1931 - 1940)
- Abel Durand (1945 - 1970)
- Jean du Dresnay (1970 - 1976)
- Charles-Henri de Cossé-Brissac (1976 - 1994)
- Luc Dejoie (1994 - 2001)
- André Trillard (2001 - 2004)

## Pressupost
- 2005: 894,09 millions d'euros
- 2006: 965 millions d'euros
- 2007: 1.019 milions d'euros
- 2008: 1.082 milions d'euros

## El Consell General Avui
El president des de 2004 és Patrick Mareschal (PS). Per delegació del president, els 14 vicepresidents representen el Consell en una àrea específica. S'encarreguen de dur a terme les decisions adoptades per l'assemblea departamental i preparar els pressupostos necessaris.
- 1r vicepresident a càrrec de les rutes de trànsit: Bernard Deniaud
- 2n vicepresident, responsable d'Infantesa i Famílies: Michelle Meunier
- 3r vicepresident a càrrec de Medi Ambient: Françoise Verchère
- 4t vicepresident a càrrec de la gent gran i discapacitats: Gerard Mauduit
- 5è vicepresident a càrrec d'equilibri regional i el transport: Yves Daniel
- 6è vicepresident a càrrec de Joventut, Esports i Educació Popular: Michel Ménard
- 7è Vicepresident a càrrec de Cultura: Yanick Lebeaupin
- 8è Vice-President a càrrec de l'Economia i Ocupació: Philippe Grosvalet
- 9è vicepresident a càrrec de Finances i Administració: Hervé Boche
- 10è Vicepresident a càrrec de la solidaritat i la integració: Alain Robert
- 11è Vice-president, a càrrec de l'educació: Catherine Touchefeu
- 12è Vice-president, a càrrec de turisme: Yvon Mahé
- 13è Vice-president, a càrrec de l'habitatge: René Leroux
- 14è Vice-president, a càrrec de la propietat: Claude Bricaud

### Els consellers generals

Etiquetes polítiques dels consellers generala de Loira Atlàntic arran les cantonals de 2008

El Consell General del Loira Atlàntic comprèn 59 consellers generals dels 59 cantons del Loira Atlàntic.
| Grup                                              | Nombre de consellers generals | Estatut  |
| ------------------------------------------------- | ----------------------------- | -------- |
| Grup dels elegits Socialistes i divers-gauche     | 38                            | Majoria  |
| Grup "Démocratie 44" (UMP, Modem i divers-droite) | 17                            | Oposició |
| no inscrits                                       | 4                             | Majoria  |